# 函館市消防本部
函館市消防本部（はこだてししょうぼうほんぶ）は、北海道函館市の消防部局（消防本部）。

## 沿革
「函館消防のあゆみ」参照
函館消防の起源は、1806年（文化3年）に発生した弁天町の大火によって箱館奉行が日月消防組を創設したことに始まる。明治になると函館開拓使支庁の監督の下に複数の私立消防組が組織され、1876年（明治9年）には官立消防組を組織した。1885年（明治18年）に私立消防組と官立消防組が合併して公設消防組となり、1894年（明治27年）の消防組規則施行により函館消防組になった。1922年（大正11年）に函館市制施行。1934年（昭和9年）には函館大火が発生した（2万2,667戸が焼失し、死傷者11,651名となる大惨事）。1939年（昭和14年）、警防団令施行により函館警防団常備消防部に改組。1943年（昭和18年）に特設消防署設置規程施行により北海道庁所管の函館消防署が発足した。そして、1948年（昭和23年）の消防組織法施行に伴い自治体消防となり、函館市消防本部及び函館市消防署になった。
- 1948年（昭和23年）：函館市消防本部・函館市消防署発足。
- 1954年（昭和29年）：洞爺丸事故発生。
- 1964年（昭和39年）：救急業務開始。
- 1966年（昭和41年）：函館市と銭亀沢村の合併に伴い、同村消防団を函館市消防団に編入。
- 1967年（昭和42年）：古川出張所開設[3]。
- 1969年（昭和44年）：港出張所開設[3]。
- 1971年（昭和46年）：花園出張所開設[3]。消防指令室新設。
- 1973年（昭和48年）：1本部2消防署体制（西消防署7出張所、東消防署5出張所）、新川出張所、万代出張所開設[3]。亀田市とも合併に伴い、亀田市消防署（2出張所）を編入、1本部3消防署体制になる。
- 1974年（昭和49年）：亀田本町出張所新築[3]。
- 1984年（昭和59年）：鍛冶出張所開設[3]。
- 1985年（昭和60年）：函館市消防音楽隊発足[4]。
- 1987年（昭和62年）：特別救助隊発足。
- 1991年（平成03年）：消防本部・西消防署新庁舎竣工。豊川出張所閉所。水難救助隊発足。
- 1992年（平成04年）：新川出張所と万代出張所が統合し、大縄出張所開設。
- 1993年（平成05年）：同一敷地内に桔梗出張所・函館市消防本部整備工場・函館市消防本部総合訓練センター開設。東雲出張所・的場出張所・美原出張所をそれぞれ西消防署・東消防署・亀田消防署に統合。北海道南西沖地震に係る奥尻島への救護活動派遣。弥生出張所改築。
- 1995年（平成07年）：函館市が緊急消防援助隊登録。
- 2000年（平成12年）：有珠山噴火に係る災害活動派遣。
- 2004年（平成16年）：戸井町・恵山町・椴法華村・南茅部町との合併に伴い、各消防署が南茅部支署、戸井出張所・恵山出張所・椴法華出張所となる。消防団については連合消防団を組織。
- 2005年（平成17年）：港出張所閉所。
- 2006年（平成18年）：湯川出張所閉所。西消防署と亀田消防署を統合し北消防署、亀田本町出張所を亀田本町支署となる[3]。東消防署新庁舎竣工（旧東消防署は的場支署となる[3]）。1本部2消防署3支署11出張所体制。
- 2008年（平成20年）：松陰出張所閉所[3]。
- 2009年（平成21年）：的場支署改築[3]。救助体制が高度救助隊に移行[3]。
- 2010年（平成22年）：古川出張所と戸井出張所を統合し、小安出張所開設。
- 2011年（平成23年）：東日本大震災に係る緊急消防援助隊派遣。花園出張所と鍛冶出張所を統合し、本通出張所開設[3]。
- 2012年（平成24年）：北消防署改築[3]。
- 2013年（平成25年）：弥生出張所と青柳出張所を統合し、末広出張所開設[3]。
- 2014年（平成26年）：南茅部支署新庁舎竣工[3]。
- 2015年（平成27年）：恵山出張所と椴法華出張所を統合し、日ノ浜出張所開設[3]。1本部2消防署3支署6出張所体制。

## 組織
「函館市消防本部組織図」参照
- 消防本部
  - 庶務課
  - 警防課
  - 救急課
  - 予防課
  - 消防指令センター
  - 北消防署
  - 東消防署

## 不祥事
2015年～2018年度にかけて複数の職員が夜間勤務の時間外手当を不正受給していた問題で、同市は2019年11月8日、同本部の全職員の約8割にあたる307人を戒告や厳重注意などの処分にした。不正受給額は計約1,210万円に上る。課長職の3人は不正を上司に報告しなかったり、勤務実態の確認を怠ったりしたとして戒告の懲戒処分。消防長ら幹部を含む11人が監督責任を問われて訓告、不正受給をした職員ら293人が厳重注意となった。

## 消防車両
「車両配置」参照
- 消防ポンプ自動車（水槽付含）：28
- 化学自動車：2
- はしご自動車：2
- 救助工作車：2
- 水難救助車：1
- 指揮車：2
- 搬送車：2
- 救急自動車：14
- 小型動力消防ポンプ付消防車：1

## 消防署
| 消防署   | 住所        | 支署                                   | 出張所                                                    |
| -------- | ----------- | -------------------------------------- | --------------------------------------------------------- |
| 北消防署 | 美原3-36-10 | 亀田本町：亀田本町4-1                  | 末広：末広町21-3 大縄：大縄町20-1 桔梗：桔梗町386-1       |
| 東消防署 | 高松町269-2 | 的場：的場町25-34 南茅部：川汲町1520-2 | 本通：本通4-17-35 小安：小安町525-1 日ノ浜：日ノ浜町170-7 |

## 参考資料
- “平成26年 消防年報” (PDF).   函館市消防本部 (2015年). 2016年6月9日閲覧。